# Adak (Malå)
Adak is een plaats in de gemeente Malå in het landschap Lapland en de provincie Västerbottens län in Zweden. De plaats heeft 198 inwoners (2005) en een oppervlakte van 87 hectare. De plaats ligt aan de meertje Stor-Adakträsket en Lill-Adakträsket.